# Lista medaliaților olimpici la schi alpin
Pe listă sunt evidențiați schiorii medaliați cu aur, argint și bronz pe țări, la feminin și masculin, la Jocurile Olimpice de iarnă.

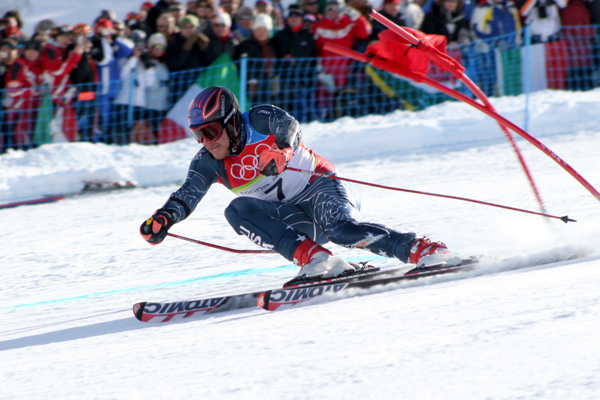
Bob Miller (slalom uriaș)

## Masculin

### Coborâre
| Olimpiada | Aur                                | Argint                    | Bronz                                 |
| --------- | ---------------------------------- | ------------------------- | ------------------------------------- |
| 1948      | Henri Oreiller (FRA)               | Franz Gabl (AUT)          | Karl Molitor (SUI) Rolf Olinger (SUI) |
| 1952      | Zeno Colò (ITA)                    | Othmar Schneider (AUT)    | Christian Pravda (AUT)                |
| 1956      | Toni Sailer (AUT)                  | Raymond Fellay (SUI)      | Andreas Molterer (AUT)                |
| 1960      | Jean Vuarnet (FRA)                 | Hans-Peter Lanig (GER)    | Guy Périllat (FRA)                    |
| 1964      | Egon Zimmermann (AUT)              | Léo Lacroix (FRA)         | Wolfgang Bartels (GER)                |
| 1968      | Jean-Claude Killy (FRA)            | Guy Périllat (FRA)        | Jean-Daniel Dätwyler (SUI)            |
| 1972      | Bernhard Russi (SUI)               | Roland Collombin (SUI)    | Heinrich Messner (AUT)                |
| 1976      | Franz Klammer (AUT)                | Bernhard Russi (SUI)      | Herbert Plank (ITA)                   |
| 1980      | Leonhard Stock (AUT)               | Peter Wirnsberger (AUT)   | Steve Podborski (CAN)                 |
| 1984      | Bill Johnson (Skirennläufer) (USA) | Peter Müller (SUI)        | Anton Steiner (AUT)                   |
| 1988      | Pirmin Zurbriggen (SUI)            | Peter Müller (SUI)        | Franck Piccard (FRA)                  |
| 1992      | Patrick Ortlieb (AUT)              | Franck Piccard (FRA)      | Günther Mader (AUT)                   |
| 1994      | Tommy Moe (USA)                    | Kjetil André Aamodt (NOR) | Ed Podivinsky (CAN)                   |
| 1998      | Jean-Luc Crétier (FRA)             | Lasse Kjus (NOR)          | Hannes Trinkl (AUT)                   |
| 2002      | Fritz Strobl (AUT)                 | Lasse Kjus (NOR)          | Stephan Eberharter (AUT)              |
| 2006      | Antoine Dénériaz (FRA)             | Michael Walchhofer (AUT)  | Bruno Kernen (SUI)                    |
| 2010      | Didier Défago (SUI)                | Aksel Lund Svindal (NOR)  | Bode Miller (USA)                     |

### Slalom super-uriaș
| Olimpiada | Aur                       | Argint                              | Bronz                     |
| --------- | ------------------------- | ----------------------------------- | ------------------------- |
| 1988      | Franck Piccard (FRA)      | Helmut Mayer (AUT)                  | Lars-Börje Eriksson (SWE) |
| 1992      | Kjetil André Aamodt (NOR) | Marc Girardelli (LUX)               | Jan Einar Thorsen (NOR)   |
| 1994      | Markus Wasmeier (GER)     | Tommy Moe (USA)                     | Kjetil André Aamodt (NOR) |
| 1998      | Hermann Maier (AUT)       | Didier Cuche (SUI) Hans Knauß (AUT) | -                         |
| 2002      | Kjetil André Aamodt (NOR) | Stephan Eberharter (AUT)            | Andreas Schifferer (AUT)  |
| 2006      | Kjetil André Aamodt (NOR) | Hermann Maier (AUT)                 | Ambrosi Hoffmann (SUI)    |
| 2010      | Aksel Lund Svindal (NOR)  | Bode Miller (USA)                   | Andrew Weibrecht (USA)    |

### Slalom uriaș
| Olimpiada | Aur                      | Argint                   | Bronz                      |
| --------- | ------------------------ | ------------------------ | -------------------------- |
| 1952      | Stein Eriksen (NOR)      | Christian Pravda (AUT)   | Toni Spiss (AUT)           |
| 1956      | Toni Sailer (AUT)        | Andreas Molterer (AUT)   | Walter Schuster (AUT)      |
| 1960      | Roger Staub (SUI)        | Josef Stiegler (AUT)     | Ernst Hinterseer (AUT)     |
| 1964      | François Bonlieu (FRA)   | Karl Schranz (AUT)       | Josef Stiegler (AUT)       |
| 1968      | Jean-Claude Killy (FRA)  | Willy Favre (SUI)        | Heinrich Messner (AUT)     |
| 1972      | Gustav Thöni (ITA)       | Edmund Bruggmann (SUI)   | Werner Mattle (SUI)        |
| 1976      | Heini Hemmi (SUI)        | Ernst Good (SUI)         | Ingemar Stenmark (SWE)     |
| 1980      | Ingemar Stenmark (SWE)   | Andreas Wenzel (LIE)     | Hans Enn (AUT)             |
| 1984      | Max Julen (SUI)          | Jure Franko (YUG)        | Andreas Wenzel (LIE)       |
| 1988      | Alberto Tomba (ITA)      | Hubert Strolz (AUT)      | Pirmin Zurbriggen (SUI)    |
| 1992      | Alberto Tomba (ITA)      | Marc Girardelli (LUX)    | Kjetil André Aamodt (NOR)  |
| 1994      | Markus Wasmeier (GER)    | Urs Kälin (SUI)          | Christian Mayer (AUT)      |
| 1998      | Hermann Maier (AUT)      | Stephan Eberharter (AUT) | Michael von Grünigen (SUI) |
| 2002      | Stephan Eberharter (AUT) | Bode Miller (USA)        | Lasse Kjus (NOR)           |
| 2006      | Benjamin Raich (AUT)     | Joël Chenal (FRA)        | Hermann Maier (AUT)        |
| 2010      | Carlo Janka (SUI)        | Kjetil Jansrud (NOR)     | Aksel Lund Svindal (NOR)   |

### Slalom
| Olimpiada | Aur                             | Argint                          | Bronz                    |
| --------- | ------------------------------- | ------------------------------- | ------------------------ |
| 1948      | Edy Reinalter (SUI)             | James Couttet (FRA)             | Henri Oreiller (FRA)     |
| 1952      | Othmar Schneider (AUT)          | Stein Eriksen (NOR)             | Guttorm Berge (NOR)      |
| 1956      | Toni Sailer (AUT)               | Chiharu Igaya (JPN)             | Stig Sollander (SWE)     |
| 1960      | Ernst Hinterseer (AUT)          | Mathias Leitner (AUT)           | Charles Bozon (FRA)      |
| 1964      | Josef Stiegler (AUT)            | Billy Kidd (USA)                | Jimmy Heuga (USA)        |
| 1968      | Jean-Claude Killy (FRA)         | Herbert Huber (Skiläufer) (AUT) | Alfred Matt (AUT)        |
| 1972      | Francisco Fernández Ochoa (ESP) | Gustav Thöni (ITA)              | Roland Thöni (ITA)       |
| 1976      | Piero Gros (ITA)                | Gustav Thöni (ITA)              | Willi Frommelt (LIE)     |
| 1980      | Ingemar Stenmark (SWE)          | Phil Mahre (USA)                | Jacques Lüthy (SUI)      |
| 1984      | Phil Mahre (USA)                | Steve Mahre (USA)               | Didier Bouvet (FRA)      |
| 1988      | Alberto Tomba (ITA)             | Frank Wörndl (FRG)              | Paul Frommelt (LIE)      |
| 1992      | Finn Christian Jagge (NOR)      | Alberto Tomba (ITA)             | Michael Tritscher (AUT)  |
| 1994      | Thomas Stangassinger (AUT)      | Alberto Tomba (ITA)             | Jure Košir (SLO)         |
| 1998      | Hans Petter Buraas (NOR)        | Ole Kristian Furuseth (NOR)     | Thomas Sykora (AUT)      |
| 2002      | Jean-Pierre Vidal (FRA)         | Sébastien Amiez (FRA)           | Benjamin Raich (AUT)     |
| 2006      | Benjamin Raich (AUT)            | Reinfried Herbst (AUT)          | Rainer Schönfelder (AUT) |
| 2010      | Giuliano Razzoli (ITA)          | Ivica Kostelić (CRO)            | André Myhrer (SWE)       |

### Combinata alpină
| Olimpiada | Aur                            | Argint                    | Bronz                                |
| --------- | ------------------------------ | ------------------------- | ------------------------------------ |
| 1936      | Franz Pfnür (GER)              | Gustav Lantschner (GER)   | Émile Allais (FRA)                   |
| 1948      | Henri Oreiller (FRA)           | Karl Molitor (SUI)        | James Couttet (FRA)                  |
| 1988      | Hubert Strolz (AUT)            | Bernhard Gstrein (AUT)    | Paul Accola (SUI)                    |
| 1992      | Josef Polig (ITA)              | Gianfranco Martin (ITA)   | Steve Locher (SUI)                   |
| 1994      | Lasse Kjus (NOR)               | Kjetil André Aamodt (NOR) | Harald Christian Strand Nilsen (NOR) |
| 1998      | Mario Reiter (Skiläufer) (AUT) | Lasse Kjus (NOR)          | Christian Mayer (Skiläufer) (AUT)    |
| 2002      | Kjetil André Aamodt (NOR)      | Bode Miller (USA)         | Benjamin Raich (AUT)                 |
| 2006      | Ted Ligety (USA)               | Ivica Kostelić (CRO)      | Rainer Schönfelder (AUT)             |
| 2010      | Bode Miller (USA)              | Ivica Kostelić (CRO)      | Silvan Zurbriggen (SUI)              |

## Femei

### Coborâre
| Olimpiada | Aur                           | Argint                      | Bronz                         |
| --------- | ----------------------------- | --------------------------- | ----------------------------- |
| 1948      | Hedy Schlunegger (SUI)        | Trude Jochum-Beiser (AUT)   | Resi Hammerer (AUT)           |
| 1952      | Trude Jochum-Beiser (AUT)     | Annemarie Buchner (GER)     | Giuliana Chenal Minuzzo (ITA) |
| 1956      | Madeleine Berthod (SUI)       | Frieda Dänzer (SUI)         | Lucille Wheeler (CAN)         |
| 1960      | RFG                           | Penelope Pitou (USA)        | Traudl Hecher (AUT)           |
| 1964      | Christl Haas (AUT)            | Edith Zimmermann (AUT)      | Traudl Hecher (AUT)           |
| 1968      | Olga Pall (AUT)               | Isabelle Mir (FRA)          | Christl Haas (AUT)            |
| 1972      | Marie-Theres Nadig (SUI)      | Annemarie Moser-Pröll (AUT) | Susan Corrock (USA)           |
| 1976      | Rosi Mittermaier (FRG)        | Brigitte Totschnig (AUT)    | Cindy Nelson (USA)            |
| 1980      | Annemarie Moser-Pröll (AUT)   | Hanni Wenzel (LIE)          | Marie-Theres Nadig (SUI)      |
| 1984      | Michela Figini (SUI)          | Maria Walliser (SUI)        | Olga Charvatová (TCH)         |
| 1988      | Marina Kiehl (FRG)            | Brigitte Oertli (SUI)       | Karen Percy (CAN)             |
| 1992      | Kerrin Lee-Gartner (CAN)      | Hilary Lindh (USA)          | Veronika Wallinger (AUT)      |
| 1994      | Katja Seizinger (GER)         | Picabo Street (USA)         | Isolde Kostner (ITA)          |
| 1998      | Katja Seizinger (GER)         | Pernilla Wiberg (SWE)       | Florence Masnada (FRA)        |
| 2002      | Carole Montillet-Carles (FRA) | Isolde Kostner (ITA)        | Renate Götschl (AUT)          |
| 2006      | Michaela Dorfmeister (AUT)    | Martina Schild (SUI)        | Anja Pärson (SWE)             |
| 2010      | Lindsey Vonn (USA)            | Julia Mancuso (USA)         | Elisabeth Görgl (AUT)         |

### Slalom super-uriaș
| Olimpiada | Aur                           | Argint                                | Bronz                       |
| --------- | ----------------------------- | ------------------------------------- | --------------------------- |
| 1988      | Sigrid Wolf (AUT)             | Michela Figini (SUI)                  | Karen Percy (CAN)           |
| 1992      | Deborah Compagnoni (ITA)      | Carole Merle (FRA)                    | Katja Seizinger (GER)       |
| 1994      | Diann Roffe-Steinrotter (USA) | Swetlana Alexejewna Gladyschewa (RUS) | Isolde Kostner (ITA)        |
| 1998      | Picabo Street (USA)           | Michaela Dorfmeister (AUT)            | Alexandra Meissnitzer (AUT) |
| 2002      | Daniela Ceccarelli (ITA)      | Janica Kostelić (CRO)                 | Karen Putzer (ITA)          |
| 2006      | Michaela Dorfmeister (AUT)    | Janica Kostelić (CRO)                 | Alexandra Meissnitzer (AUT) |
| 2010      | Andrea Fischbacher (AUT)      | Tina Maze (SLO)                       | Lindsey Vonn (USA)          |

### Slalom uriaș
| Olimpiada | Aur                        | Argint                                            | Bronz                         |
| --------- | -------------------------- | ------------------------------------------------- | ----------------------------- |
| 1952      | Andrea Mead-Lawrence (USA) | Dagmar Rom (AUT)                                  | Annemarie Buchner (GER)       |
| 1956      | Ossi Reichert (GER)        | Josefa Frandl (AUT)                               | Dorothea Hochleitner (AUT)    |
| 1960      | Yvonne Rüegg (SUI)         | Penelope Pitou (USA)                              | Giuliana Chenal Minuzzo (ITA) |
| 1964      | Marielle Goitschel (FRA)   | Christine Goitschel (FRA) Jean Saubert (USA)      | -                             |
| 1968      | Nancy Greene (CAN)         | Annie Famose (FRA)                                | Fernande Bochatay (SUI)       |
| 1972      | Marie-Theres Nadig (SUI)   | Annemarie Moser-Pröll (AUT)                       | Wiltrud Drexel (AUT)          |
| 1976      | Kathy Kreiner (CAN)        | Rosi Mittermaier (FRG)                            | Danièle Debernard (FRA)       |
| 1980      | Hanni Wenzel (LIE)         | Irene Epple (FRG)                                 | Perrine Pelen (FRA)           |
| 1984      | Debbie Armstrong (USA)     | Christin Cooper (USA)                             | Perrine Pelen (FRA)           |
| 1988      | Vreni Schneider (SUI)      | Christa Kinshofer (FRG)                           | Maria Walliser (SUI)          |
| 1992      | Pernilla Wiberg (SWE)      | Anita Wachter (AUT) Diann Roffe-Steinrotter (USA) | -                             |
| 1994      | Deborah Compagnoni (ITA)   | Martina Ertl-Renz (GER)                           | Vreni Schneider (SUI)         |
| 1998      | Deborah Compagnoni (ITA)   | Alexandra Meissnitzer (AUT)                       | Katja Seizinger (GER)         |
| 2002      | Janica Kostelić (CRO)      | Anja Pärson (SWE)                                 | Sonja Nef (SUI)               |
| 2006      | Julia Mancuso (USA)        | Tanja Poutiainen (FIN)                            | Anna Ottosson (SWE)           |
| 2010      | Viktoria Rebensburg (GER)  | Tina Maze (SLO)                                   | Elisabeth Görgl (AUT)         |

### Slalom
| Olimpiada | Aur                        | Argint                   | Bronz                        |
| --------- | -------------------------- | ------------------------ | ---------------------------- |
| 1948      | Gretchen Fraser (USA)      | Antoinette Meyer (SUI)   | Erika Mahringer (AUT)        |
| 1952      | Andrea Mead-Lawrence (USA) | Ossi Reichert (GER)      | Annemarie Buchner (GER)      |
| 1956      | Renée Colliard (SUI)       | Regina Schöpf (AUT)      | Jewgenija Sidorowa (URS)     |
| 1960      | Anne Heggtveit (CAN)       | Betsy Snite (USA)        | Barbara Henneberger (GER)    |
| 1964      | Christine Goitschel (FRA)  | Marielle Goitschel (FRA) | Jean Saubert (USA)           |
| 1968      | Marielle Goitschel (FRA)   | Nancy Greene (CAN)       | Annie Famose (FRA)           |
| 1972      | Barbara Ann Cochran (USA)  | Danièle Debernard (FRA)  | Florence Steurer (FRA)       |
| 1976      | Rosi Mittermaier (GER)     | Claudia Giordani (ITA)   | Hanni Wenzel (LIE)           |
| 1980      | Hanni Wenzel (LIE)         | Christa Kinshofer (FRG)  | Erika Hess (SUI)             |
| 1984      | Paoletta Magoni (ITA)      | Perrine Pelen (FRA)      | Ursula Konzett (LIE)         |
| 1988      | Vreni Schneider (SUI)      | Mateja Svet (YUG)        | Christa Kinshofer (GER)      |
| 1992      | Petra Kronberger (AUT)     | Annelise Coberger (NZL)  | Blanca Fernández Ochoa (ESP) |
| 1994      | Vreni Schneider (SUI)      | Elfriede Eder (AUT)      | Katja Koren (SLO)            |
| 1998      | Hilde Gerg (GER)           | Deborah Compagnoni (ITA) | Zali Steggall (AUS)          |
| 2002      | Janica Kostelić (CRO)      | Laure Pequegnot (FRA)    | Anja Pärson (SWE)            |
| 2006      | Anja Pärson (SWE)          | Nicole Hosp (AUT)        | Marlies Schild (AUT)         |
| 2010      | Maria Riesch (GER)         | Marlies Schild (AUT)     | Šárka Záhrobská (CZE)        |

### Combinata alpină
| Olimpiada | Aur                       | Argint                  | Bronz                    |
| --------- | ------------------------- | ----------------------- | ------------------------ |
| 1936      | Christl Cranz (GER)       | Käthe Grasegger (GER)   | Laila Schou Nilsen (NOR) |
| 1948      | Trude Jochum-Beiser (AUT) | Gretchen Fraser (USA)   | Erika Mahringer (AUT)    |
| 1988      | Anita Wachter (AUT)       | Brigitte Oertli (SUI)   | Maria Walliser (SUI)     |
| 1992      | Petra Kronberger (AUT)    | Anita Wachter (AUT)     | Florence Masnada (FRA)   |
| 1994      | Pernilla Wiberg (SWE)     | Vreni Schneider (SUI)   | Alenka Dovžan (SLO)      |
| 1998      | Katja Seizinger (GER)     | Martina Ertl-Renz (GER) | Hilde Gerg (GER)         |
| 2002      | Janica Kostelić (CRO)     | Renate Götschl (AUT)    | Martina Ertl-Renz (GER)  |
| 2006      | Janica Kostelić (CRO)     | Marlies Schild (AUT)    | Anja Pärson (SWE)        |
| 2010      | Maria Riesch (GER)        | Julia Mancuso (USA)     | Anja Pärson (SWE)        |